# Eduard Schönecker
Eduard Schönecker, född 21 januari 1885, död 6 april 1963, var en friidrottare från Österrike. Han deltog vid olympiska sommarspelen 1908.